# Carretta del mare
Carretta del mare è un'espressione dell'uso comune della lingua italiana, spesso utilizzata in ambito giornalistico in senso generalista per indicare un natante, un galleggiante, una nave particolarmente fatiscente, vetusta o di scarsissima fattura e qualità e dalle pessime proprietà nautiche, o una imbarcazione di fortuna.

## Utilizzo
L'accezione corrente del termine di ambito giornalistico e saggistico ricomprende dunque come "carrette del mare", tutti quei mezzi, sopra descritti, utilizzati da:
- compagnie di navigazione con pochi scrupoli (e spesso utilizzando una bandiera di comodo), che le impiegano per il cabotaggio di merci particolarmente paganti cercando quindi di massimizzare i profitti a scapito della sicurezza della navigazione e dei lavoratori marittimi ivi imbarcati, note anche come «navi dei veleni» che naufragando provocano danni ambientali come la «marea nera»;
- organizzazioni malavitose per il traffico di rifiuti (in special modo tossici e/o radioattivi) con lo scopo di far affondare deliberatamente la nave in acque profonde (simulando il naufragio) per occultarne il carico e smaltirlo in modo illegale, definite anche «navi a perdere»;
- profughi di guerra e richiedenti asilo detti anche «boat people»;
- trafficanti di esseri umani (migranti economici) per favorirne l'immigrazione illegale[3], in questi ultimi due casi talvolta anche per mezzo di una nave madre più grande (un mercantile o peschereccio d'altura condotto da uno o più scafisti) che ne cela il carico alle autorità preposte al servizio di sorveglianza marittima per avvicinarsi il più possibile alle coste senza destare sospetti, oppure trainando imbarcazioni più piccole definite «barconi».